# Вильда (мыс)
Ви́льда — мыс в Карском море, территориально входящий в состав Красноярского края. Мыс расположен на западном побережье полуострова Таймыр, в западной части залива Миддендорфа.
На расстоянии чуть более двух километров к северу от мыса Вильда лежат острова Мячина.